# Szeberényi János (püspök)
Szeberényi János (Nagyfalu (Árva megye), 1780. január 1. – Selmecbánya, 1857. február 10.) teológiai doktor, a Bányai evangélikus egyházkerület püspöke 1834-től 1850-ig, Szeberényi Gusztáv és Szeberényi János Mihály apja.

## Élete
Tanulását szülőhelyén kezdte; további tanulmányait Isztebnében, 1792-től Rozsnyón, 1793-tól Eperjesen, 1797-től Késmárkon, 1799-től ismét Eperjesen, 1801-től Pozsonyban végezte, ahonnét egy évi nevelősködés után 1804-ben külföldre ment és május 4-én iratkozott be a jénai egyetemre, ahol három szemesztert töltött. 1805 őszén tért haza, s újra Pozsonyban nevelősködött míg 1807 tavaszán nyitraszerdahelyi lelkész lett. Innét 1811 végén Kochanócra, 1819 tavaszán Selmecbányára választották meg. A bányai kerület 1823-ban jegyzői, a honti esperesség 1829-ben esperesi tisztét ruházta reá, míg végül 1834-ben szuperintendenssé választatott. A szabadságharc után az abszolút uralom felfüggesztette e hivatalától. A jénai egyetem 1839-ben teológiai doktori oklevéllel jutalmazta írói munkásságát.
Nevét Szeberininek és Szeberinyinek írta.
Cikkei a hazai és külföldi német folyóiratokban jelentek meg.

## Művei
- Oratio ad natalem diem Caroli Augusti ducis Saxoniae. (Schriften der Societät für die Mineralogie zu Jena 1806).
- De praecipuis capitibus primae educationis... Posonii, 1810. (Ism. Annalen der Literatur 1811. I. 83. l.).
- Gallii doctrina de cerebro, cranio et organis amini. Uo. 1811.
- Pietatis monumentum, quod... Carolo Augusto... rectori academiae Jenensis... posuit. Uo. 1816.
- In solennis Aug. Conf. inauguratio novarum aedium scholasticarum. Uo. 1830.
- De praecipuis ideis theologiae pastoralis evangelicae. Schemnicii, 1835.
- Predigten welche bei dem 50 j. Jubelteste der ev. Gemeinde A. Conf. zu Pesth u. Ofen in der evang. Kirche zu Pesth im J. 1837. am 5., 11. u. 12. Nov. Pesth, 1837.
- Corpus maxime memorabilium synodorum evangelicarum augustanae confessionis in Hungaria. Pesthini, 1848.
- Vezérfonal a konfirmálandók oktatásában. Kiadta Szeberényi Gusztáv Bpest, 1886. (6. magyar kiadás. Uo. 1900).

Szlovák munkáit, (melyek egyházi s gyászbeszédek és vallási tárgyuak) felsorolja Petrik (Bibliogr. III. 502. és IV. 90. l.).